# Amini Fonua
Pour les articles homonymes, voir Fonua.
Amini Fonua (ou Amini Tuitavake Fonua), né le 14 décembre 1989 à Auckland, est un nageur néo-zélandais et tongien.

## Biographie
Fonua est né et a grandi à Auckland en Nouvelle-Zélande, d'un père tongien et d'une mère néo-zélandaise d'origine britannique. Il dispose de la double nationalité tongienne et néo-zélandaise. Durant son enfance et son adolescence, il essaiera le rugby, le basket-ball et la natation. C'est finalement sur ce dernier qu'il se tournera à l'âge de 14 ans. Alors qu'il a 17 ans, il se qualifie pour le Junior Pan Pacs à Hawaï, devant plusieurs recruteurs d'universités américaines. Il vit actuellement au New-Jersey, aux États-Unis.
En 2010, il est le premier nageur tongan à remporter une médaille d'or en compétition internationale lors des Championnats d'Océanie de natation, qui se sont déroulés à Samoa.
Il obtient en 2013 un baccalauréat en télécommunication et multimédia de l'Université A&M du Texas et a travaillé dans un Starbucks avant les Jeux olympiques de Rio de Janeiro pour avoir un horaire flexible lui permettant de s'entraîner.
En 2014, il participe aux Gay Games à Cleveland et représente l'équipe des New York Aquatics.
Il reçoit trois médailles d'or pour les épreuves de brasse de 50, 100 et 200 mètres lors des Jeux du Pacifique de 2015 en Papouasie-Nouvelle-Guinée, durant lesquelles il bat deux records des Jeux.
Amini Fonua a représenté les Tonga à deux reprises aux Jeux olympiques et pourrait de nouveau les représenter pour l'édition de 2020 qui se déroulera à l'été 2021 à Tokyo à cause de la pandémie de Covid-19.
Lors des Jeux olympiques de 2016 à Rio de Janeiro, il fut porte-drapeau des Tonga. Lors de cette cérémonie, il ne n'était pas ouvertement gay à cause de la politique de son pays d'origine.
Pour les Jeux de Tokyo, il a lancé une collecte de dons pour payer les frais de déplacement et autres car les Tonga ne soutiennent pas financièrement les sportifs.
En dehors du sport, il représente la communauté LGBTQ+ en tant qu'homosexuel en devenant un porte-parole et un défenseur de la communauté. Quand il est aux Tonga, il a un peu plus de mal à se faire entendre par rapport à certains points de vue de la société tongane, notamment sur le fait que l'homosexualité y est illégale,.
Fonua donne des cours gratuits à des enfants tongiens tous les deux ans. Mais s'il se rend dans les îles du Pacifique, c'est aussi pour dénoncer les inégalités et les peines judiciaires des homosexuels dans ces pays insulaires (Îles Cook, Samoa, Fidji). Il fut d'ailleurs surpris quand, aux Tonga, bien qu'il ne fut pas accueilli en héros à son retour des Jeux olympiques, il ne fut pas censuré pour ses propos pro-LGBTQ+.

## Palmarès

### Jeux du Commonwealth
- 2010 à New Delhi,  Inde
  - 7e du 50 m brasse hommes[8]

### Championnats du monde
- 2011 à Shanghai,  Chine[8]
  - 59e du 100 m brasse hommes
  - 25e du 50 m brasse hommes
- 2014 à Doha,  Qatar[8]
  - 60e du 50 m papillon hommes
  - 51e du 50 m brasse hommes
- 2015 à Kazan,  Russie[8]
  - 56e du 100 m brasse hommes
- 2018 à Hangzhou,  Chine[8]
  - 37e du 4x50 m nage libre mixte
  - 39e du 4x50 m en 4 nages
  - 52e du 50 m papillon hommes
  - 53e du 50 m brasse hommes
- 2019 à Gwangju,  Corée du Sud[8]
  - 81e du 100 m brasse hommes
  - 56e du 50 m brasse hommes
  - 34e du 4x100 4 nages
  - 34e du 4x100 m nage libre mixte

### Jeux olympiques
- 2012 à Londres,  Royaume-Uni
  - 41e de l'épreuve du 100 m brasse hommes en natation[9]
- 2016 à Rio de Janeiro,  Brésil
  - 45e de l'épreuve du 100 m brasse hommes en natation[9]